# Ciampinoi
Il Ciampinoi è un monte situato ai piedi del Sassolungo tra Santa Cristina Valgardena e Selva di Valgardena, in Italia. La vetta, situata a 2250 m s.l.m., è raggiungibile grazie a diversi impianti di risalita che permettono di arrivare al rifugio Ciampinoi e proseguire per svariate camminate e piste sciistiche, tra cui la pista Saslong o altre piste che portano a Selva. Queste ultime fanno parte del comprensorio Dolomiti Superski e permettono di accedere ai percorsi Sellaronda verde e arancione, collegati ad altri svariati comprensori nelle località vicine al Gruppo Sella.